# Codice ATC L02
Il codice ATC L02 "Terapia ormonale e antagonisti ormonali" è un sottogruppo terapeutico del sistema di classificazione Anatomico Terapeutico e Chimico, un sistema di codici alfanumerici sviluppato dall'OMS per la classificazione dei farmaci e altri prodotti medici. Il sottogruppo L02 fa parte del gruppo anatomico L dei disturbi neoplastici e del sistema immunitario.
Codici per uso veterinario (codici ATCvet) possono essere creati ponendo la lettera Q di fronte al codice ATC umano: QL02 ...
Numeri nazionali della classificazione ATC possono includere codici aggiuntivi non presenti in questa lista, che segue la versione OMS.

## L02A Ormoni e sostanze correlate

### L02AA Estrogeni
L02AA01 Dietilstilbestrolo
L02AA02 Poliestradiolo fosfato
L02AA03 Etinilestradiolo
L02AA04 Fosfestrolo

### L02AB Progestinici
L02AB01 Megestrolo
L02AB02 Medrossiprogesterone acetato
L02AB03 Gestonorone

### L02AE Analoghi dell'ormone di rilascio delle gonadotropine
L02AE01 Buserelina
L02AE02 Leuprorelina
L02AE03 Goserelina
L02AE04 Triptorelina
L02AE05 Istrelina

## L02B Antagonisti ormonali e sostanze correlate

### L02BA Anti-estrogeni
L02BA01 Tamoxifene
L02BA02 Toremifene
L02BA03 Fulvestrant

### L02BB Anti-androgeni
L02BB01 Flutamide
L02BB02 Nilutamide
L02BB03 Bicalutamide
L02BB04 Enzalutamide

### L02BG Inibitori dell'aromatasi
L02BG01 Amminoglutetimide
L02BG02 Formestano
L02BG03 Anastrozolo
L02BG04 Letrozolo
L02BG05 Vorozolo
L02BG06 Exemestane

### L02BX Altri ormoni antagonisti e  sostanze correlate
L02BX01 Abarelix
L02BX02 Degarelix
L02BX03 Abiraterone